# جون برنارد رايلي
جون برنارد رايلي (بالإنجليزية: John Bernard Riley)‏ هو معلم موسيقى أمريكي، ولد في 11 يونيو 1954 في أبردين في الولايات المتحدة.

## وصلات خارجية
- الموقع الرسمي
- جون برنارد رايلي على موقع ميوزك برينز (الإنجليزية)
- جون برنارد رايلي على موقع أول ميوزيك (الإنجليزية)
- جون برنارد رايلي على موقع ديسكوغز (الإنجليزية)